# Gag (Insel)
Gag ist eine kleine Insel in der Halmaherasee. Sie zählt zur Inselgruppe Raja Ampat vor der Küste von Westneuguinea, dem indonesischen Teil Neuguineas.

## Geographie
Gag liegt im Nordwesten des Archipels, westlich der Hauptinsel Waigeo. Südwestlich liegen die Faminseln, nördlich die Insel Kawe und die Waiaginseln und südlich die kleinen Inseln Mios, Mios Ga, Miosging und Yef Doif und etwas weiter das größere Kofiau. Gag gehört zum Distrikt Westwaigeo-Inseln (Waigeo Barat Kepulauan) im Regierungsbezirk Raja Ampat (Provinz Papua Barat Daya).

## Einwohner und Wirtschaft
Einzige Siedlung auf Gag ist Gambier Bay mit 450 Einwohnern. Der Ort wurde in den frühen 1960er-Jahren gegründet, als auf der Insel unter anderem von BHP Billiton Nickel abgebaut wurde. Als 1999 ein neues Waldschutzgesetz in Kraft trat, wurde der Nickelabbau eingestellt.